# Zlatko Tomčić
Zlatko Tomčić (Zagreb, 10. srpnja 1945.), hrvatski političar, bivši predsjednik Hrvatske seljačke stranke te bivši predsjednik Hrvatskoga sabora.

## Životopis
Kako mu je otac pripadao „neprijateljskim formacijama“, u strahu od odmazde partizana obitelj se nakon rata sklanja iz Zagreba u Srijemsku Mitrovicu. 1951. godine komunističke vlasti otkrivaju prošlost njegova oca i osuđuju ga na 13 godina zatvora, od kojih je odslužio devet. Po povratku, otac radi kao tapetar, sve do mirovine.
Nakon što je osnovnu školu i gimnaziju završio u Srijemskoj Mitrovici, studira građevinarstvo u Beogradu; studij završava u roku. Nakon diplome, odlazi raditi u tada prosperitetni Poreč, gdje se zapošljava u vodećem turističkom poduzeću "Rivijera". U Poreču živi deset godina, te se 1972. godine ženi Slavicom, ekonomisticom (hotelijerskom tehničkarkom) iz Banje Luke. Odbija mogućnost da postane članom Saveza komunista i napreduje na rukovodne funkcije.
1976. godine seli se u Zagreb, gdje se zapošljava u "Novogradnji". Makar nije bio član "Partije", postaje generalni direktor tog značajnog poduzeća, koje je zapošljavalo oko 2 tisuće radnika. U pravnoj službi "Novogradnje" tada radi kasniji istaknuti političar Vice Vukojević. 1990. godine učlanjuje se u Hrvatsku seljačku stranku. 1990. godine biva smijenjen s mjesta direktora "Novogradnje", te pokreće/obnavlja u sklopu HSS-a zadrugu "Naša sloga", ubrzo potom postaje član Glavnog odbora HSS-a.
1993. godine postaje ministrom graditeljstva u vladi Nikice Valentića. 1994. godine postaje i predsjednik HSS.
Za zastupnika u Zastupničkom domu Hrvatskoga državnog sabora izabran je 1995. godine. Bio je predsjednik Zastupničkog doma i predsjednik Sabora tijekom četvrtog saziva, od 2000. do 2003. godine, pa je tako bio na položaju vršitelja dužnosti predsjednika Republike Hrvatske u periodu od 2. veljače do 18. veljače 2000. godine.
2003. godine ponovo je izabran za zastupnika u Hrvatskom saboru. Nakon što 2005. godine gubi izbore za predsjednika HSS, povlači se iz aktivnog bavljenja politikom i s veljačom 2006. god. daje ostavku na mjesto saborskog zastupnika; nastavlja karijeru kao poduzetnik u građevinarstvu.

## Obitelj
Živi sa suprugom Slavicom Tomčić (rođena 1953. godine u Dragočaju pokraj Banje Luke), koja je spisateljica i bavi se slikanjem. Ima tri kćeri, a jedna od njih je hrvatska mezzosopranistica Martina Tomčić.

## Vanjske poveznice
- Životopis bivšeg predsjednika Hrvatskog sabora Zlatka Tomčića  Arhivirana inačica izvorne stranice od 24. rujna 2015. (Wayback Machine), službene stranice Hrvatskog sabora